# Senátní obvod č. 23 – Praha 8

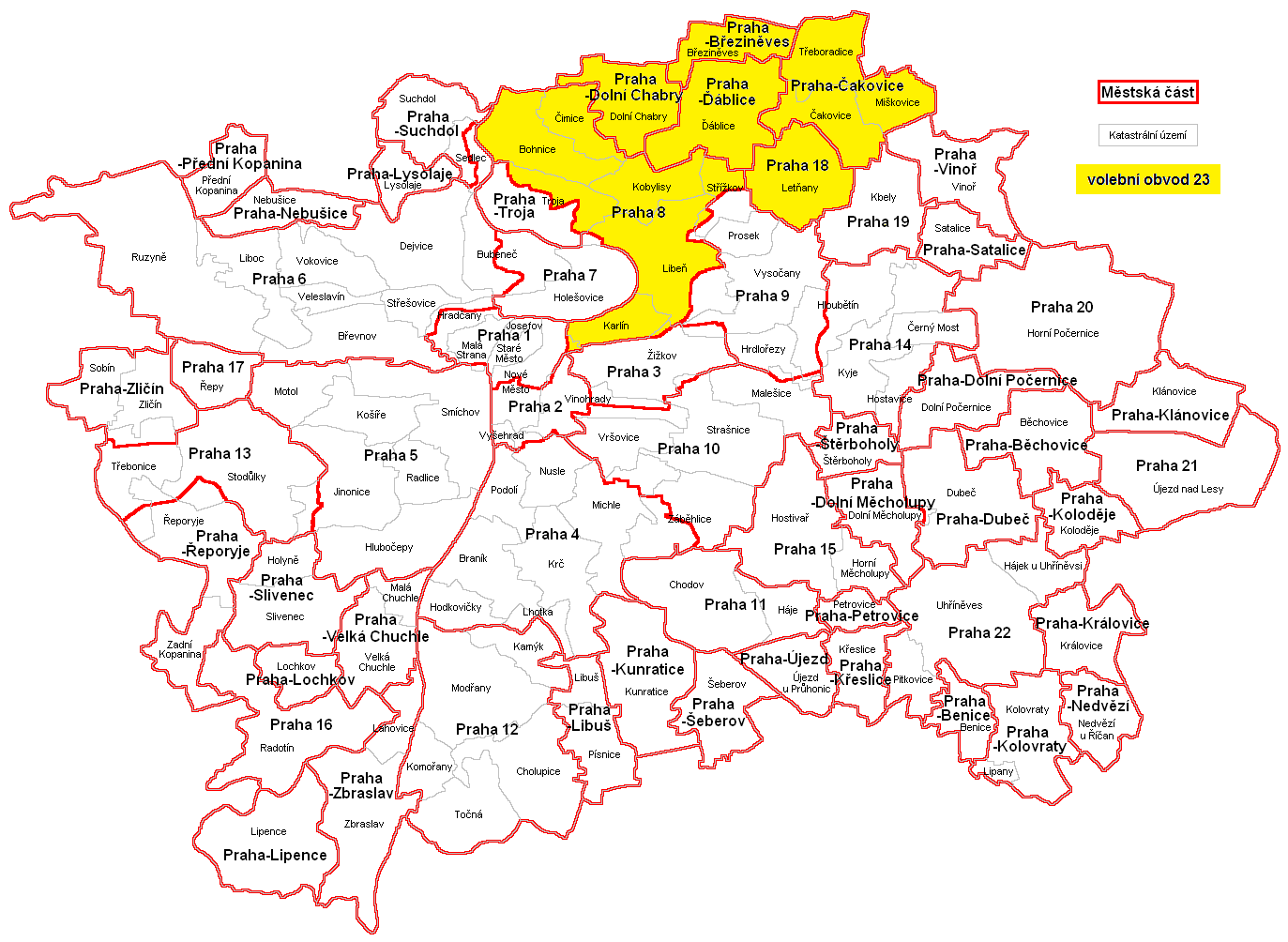
Senátní obvod č. 23 na mapě Prahy

Senátní obvod č. 23 – Praha 8 podle zákona č. 247/1995 Sb. zahrnuje území městských částí Praha 8, Praha-Březiněves, Praha-Ďáblice, Praha-Dolní Chabry, Praha-Čakovice a Praha 18.

## Senátoři
Od října 2024 je senátorkou v tomto obvodu místostarostka Prahy 8 Vladimíra Ludková. V Senátu je členkou Senátorského klubu ODS a TOP 09 a členkou Výboru pro sociální politiku. 

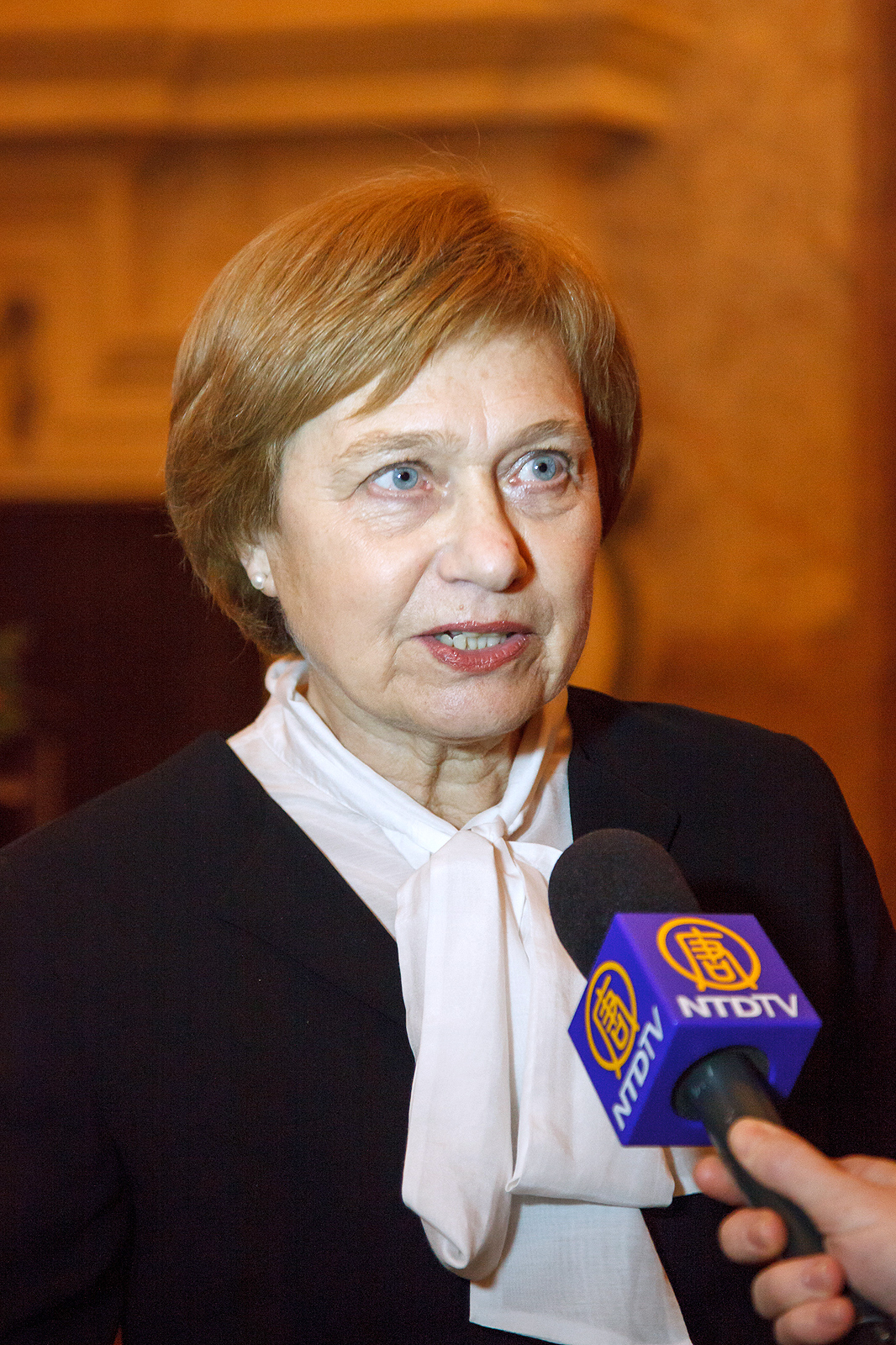
Alena Palečková období 1996–2012
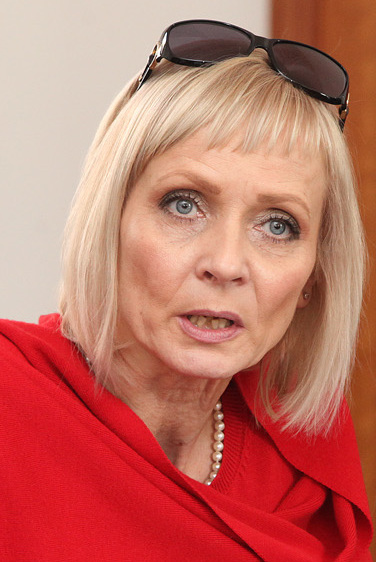
Daniela Filipiová období 2012–2018
Lukáš Wagenknecht období 2018–2024
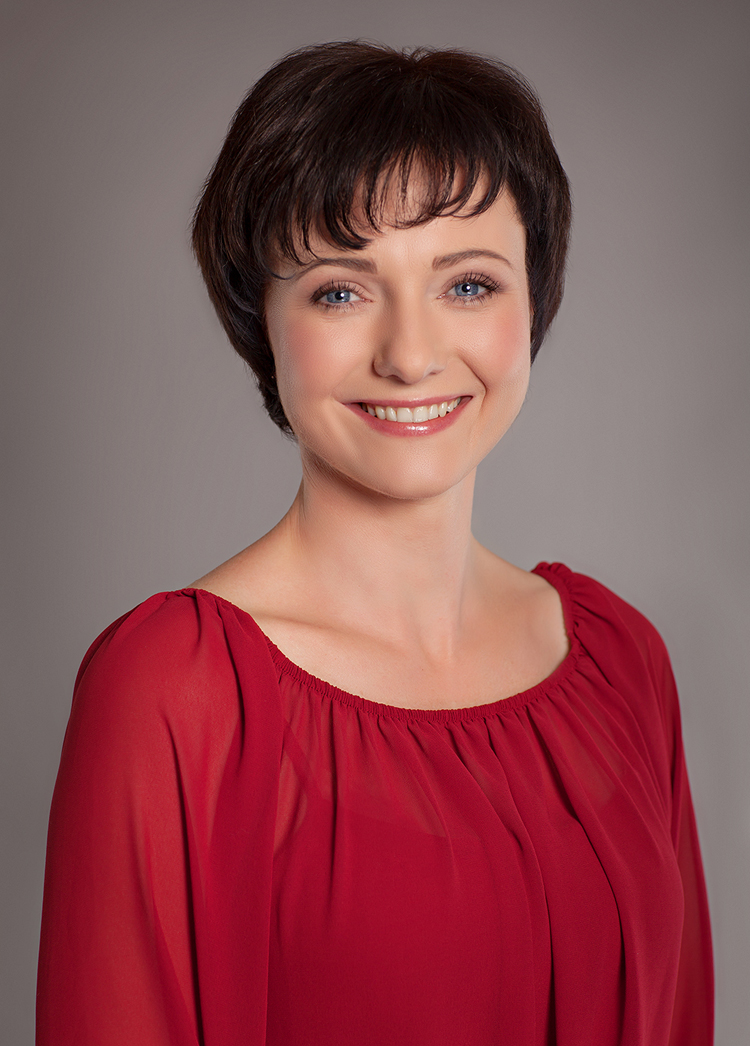
Vladimíra Ludková období 2024–2030

| Volby | Volby                        | Senátor                | Volební strana       | Navrhující strana | Politická příslušnost | Odkaz  |
| ----- | ---------------------------- | ---------------------- | -------------------- | ----------------- | --------------------- | ------ |
|       | 1996                         | RNDr. Alena Palečková  | ODS                  | ODS               | ODS                   | profil |
| 2000  |                              | RNDr. Alena Palečková  | ODS                  | ODS               | ODS                   | profil |
| 2006  |                              | RNDr. Alena Palečková  | ODS                  | ODS               | ODS                   | profil |
| 2012  | Ing. arch. Daniela Filipiová | ODS                    | ODS                  | ODS               | profil                |        |
|       | 2018                         | Ing. Lukáš Wagenknecht | Piráti               | Piráti            | BEZPP                 | profil |
|       | 2024                         | Mgr. Vladimíra Ludková | ODS+KDU-ČSL+Patrioti | ODS               | ODS                   | profil |

## Volby

### Rok 1996
| Kandidát | Kandidát                        | Volební strana | Navrhující strana | Politická příslušnost | Počet hlasů (1. kolo) | %     | Počet hlasů (2. kolo) | %     |
| -------- | ------------------------------- | -------------- | ----------------- | --------------------- | --------------------- | ----- | --------------------- | ----- |
|          | RNDr. Alena Palečková           | ODS            | ODS               | ODS                   | 16 121                | 40,10 | 23 589                | 62,63 |
|          | JUDr. Stanislav Křeček          | ČSSD           | ČSSD              | ČSSD                  | 7 869                 | 19,57 | 14 075                | 37,37 |
|          | prof. MUDr. Cyril Höschl, DrSc. | ODA            | ODA               | BEZPP                 | 6 418                 | 15,96 | —                     | —     |
|          | Ing. Rudolf Battěk              | NK             | NK                | BEZPP                 | 4 441                 | 11,05 | —                     | —     |
|          | Ing. František Beneš, CSc.      | KSČM           | KSČM              | KSČM                  | 3 930                 | 9,77  | —                     | —     |
|          | Ivan Vyskočil                   | DEU            | DEU               | BEZPP                 | 1 123                 | 2,79  | —                     | —     |
|          | Mgr. Václav Papež               | KSČ            | KSČ               | KSČ                   | 303                   | 0,75  | —                     | —     |

### Rok 2000
| Kandidát | Kandidát                   | Volební strana | Navrhující strana | Politická příslušnost | Počet hlasů (1. kolo) | %     | Počet hlasů (2. kolo) | %     |
| -------- | -------------------------- | -------------- | ----------------- | --------------------- | --------------------- | ----- | --------------------- | ----- |
|          | RNDr. Alena Palečková      | ODS            | ODS               | ODS                   | 8 383                 | 29,62 | 8 959                 | 51,65 |
|          | JUDr. Jiřina Voňková       | 4KOALICE       | KDU-ČSL           | KDU-ČSL               | 5 212                 | 18,42 | 8 386                 | 48,34 |
|          | Ing. František Beneš, CSc. | KSČM           | KSČM              | KSČM                  | 4 439                 | 15,68 | —                     | —     |
|          | Ing. Jiří Paroubek         | ČSSD           | ČSSD              | ČSSD                  | 4 026                 | 14,22 | —                     | —     |
|          | Petr Cibulka               | PB             | PB                | PB                    | 4 012                 | 14,18 | —                     | —     |
|          | Ing. Jiří Novák            | NEZ            | NEZ               | NEZ                   | 2 221                 | 7,84  | —                     | —     |

### Rok 2006
| Kandidát | Kandidát                     | Volební strana | Navrhující strana | Politická příslušnost | Počet hlasů (1. kolo) | %     | Počet hlasů (2. kolo) | %     |
| -------- | ---------------------------- | -------------- | ----------------- | --------------------- | --------------------- | ----- | --------------------- | ----- |
|          | RNDr. Alena Palečková        | ODS            | ODS               | ODS                   | 14 930                | 40,54 | 12 845                | 57,97 |
|          | MUDr. Michael Hvížďala       | NK             | NK                | BEZPP                 | 5 202                 | 14,12 | 9 312                 | 42,02 |
|          | doc. Ing. Jiří Patočka, CSc. | ČSSD           | ČSSD              | BEZPP                 | 4 673                 | 12,69 | —                     | —     |
|          | Ing. Jiří Randák, CSc.       | KSČM           | KSČM              | KSČM                  | 3 569                 | 9,69  | —                     | —     |
|          | Jiří Dědeček                 | SZ             | SZ                | BEZPP                 | 3 496                 | 9,49  | —                     | —     |
|          | MUDr. Zdeněk Bašný           | SNK ED         | SNK ED            | BEZPP                 | 2 970                 | 8,06  | —                     | —     |
|          | JUDr. Václav Musílek         | NPP            | NPP               | BEZPP                 | 961                   | 2,60  | —                     | —     |
|          | Libuše Barková               | NK             | NK                | BEZPP                 | 296                   | 0,80  | —                     | —     |
|          | Zdenka Ulmannová             | SRŠ            | SRŠ               | SRŠ                   | 278                   | 0,75  | —                     | —     |
|          | Ing. Ivo Patta               | Koal_ČR        | 4 VIZE            | 4 VIZE                | 175                   | 0,47  | —                     | —     |
|          | Ing. Jiří Fiala              | SZR            | SZR               | BEZPP                 | 160                   | 0,43  | —                     | —     |
|          | MUDr. Karel Erben            | ČP             | ČP                | ČP                    | 110                   | 0,29  | —                     | —     |

### Rok 2012
| Kandidát | Kandidát                               | Volební strana    | Navrhující strana | Politická příslušnost | Počet hlasů (1. kolo) | %     | Počet hlasů (2. kolo) | %     |
| -------- | -------------------------------------- | ----------------- | ----------------- | --------------------- | --------------------- | ----- | --------------------- | ----- |
|          | Ing. arch. Daniela Filipiová           | ODS               | ODS               | ODS                   | 6 468                 | 21,71 | 19 284                | 62,42 |
|          | Ing. Jiří Dolejš                       | KSČM              | KSČM              | KSČM                  | 6 568                 | 22,05 | 11 606                | 37,57 |
|          | prof. PhDr. Martin Potůček, CSc., MSc. | ČSSD, KDU-ČSL, SZ | ČSSD              | BEZPP                 | 6 370                 | 21,38 | —                     | —     |
|          | Mgr. Viliam Buchert                    | TOP 09, STAN      | TOP 09            | BEZPP                 | 3 340                 | 11,21 | —                     | —     |
|          | Miroslav Koranda                       | NK                | NK                | BEZPP                 | 1 857                 | 6,23  | —                     | —     |
|          | Lenka Procházková                      | VV                | VV                | BEZPP                 | 1 508                 | 5,06  | —                     | —     |
|          | Bc. Petr Binder                        | ANO 2011          | ANO 2011          | ANO 2011              | 1 468                 | 4,92  | —                     | —     |
|          | Bc. Dagmar Jungová                     | PP                | PP                | PP                    | 693                   | 2,32  | —                     | —     |
|          | PhDr. Mgr. Marek Merhaut, MBA          | SsČR              | SsČR              | SsČR                  | 597                   | 2,00  | —                     | —     |
|          | Mgr. Ariana Shametiová                 | KONS              | KONS              | KONS                  | 412                   | 1,38  | —                     | —     |
|          | Jan Zenkl                              | ČSNS              | ČSNS              | BEZPP                 | 311                   | 1,04  | —                     | —     |
|          | MUDr. Bohdan Babinec, CSc.             | NÁR.SOC.          | NÁR.SOC.          | NÁR.SOC.              | 193                   | 0,64  | —                     | —     |

### Rok 2018
| Kandidát | Kandidát                        | Volební strana               | Navrhující strana | Politická příslušnost | Počet hlasů (1. kolo) | %     | Počet hlasů (2. kolo) | %     |
| -------- | ------------------------------- | ---------------------------- | ----------------- | --------------------- | --------------------- | ----- | --------------------- | ----- |
|          | Ing. Lukáš Wagenknecht          | Piráti                       | Piráti            | BEZPP                 | 8 230                 | 18,15 | 10 318                | 54,45 |
|          | prof. MUDr. Pavel Dungl, DrSc.  | TOP 09, STAN                 | TOP 09            | BEZPP                 | 6 932                 | 15,29 | 8 631                 | 45,54 |
|          | JUDr. Milan Golas               | ODS                          | ODS               | ODS                   | 5 893                 | 12,99 | —                     | —     |
|          | Ing. Jiří Haramul               | ANO                          | ANO               | BEZPP                 | 5 755                 | 12,69 | —                     | —     |
|          | Mgr. Hayato Okamura             | KDU-ČSL                      | KDU-ČSL           | KDU-ČSL               | 5 326                 | 11,74 | —                     | —     |
|          | Roman Petrus                    | ČSSD                         | ČSSD              | ČSSD                  | 2 486                 | 5,48  | —                     | —     |
|          | Josef Nosek                     | HPP                          | HPP               | BEZPP                 | 2 331                 | 5,14  | —                     | —     |
|          | prof. RNDr. Jiří Witzany, Ph.D. | SNK ED, evropani             | SNK ED            | SNK ED                | 2 140                 | 4,72  | —                     | —     |
|          | genmjr. PhDr. Luděk Kula        | SPD                          | SPD               | SPD                   | 1 849                 | 4,07  | —                     | —     |
|          | Vladislav Kopal                 | KSČM                         | KSČM              | KSČM                  | 1 732                 | 3,82  | —                     | —     |
|          | Mgr. Petr Hannig                | Rozumní                      | Rozumní           | Rozumní               | 997                   | 2,19  | —                     | —     |
|          | Michal Malý                     | Svobodní                     | Svobodní          | Svobodní              | 541                   | 1,19  | —                     | —     |
|          | Hana Dolejší                    | Patrioti ČR                  | Patrioti ČR       | BEZPP                 | 467                   | 1,03  | —                     | —     |
|          | PhDr. Vladimíra Vítová, Ph.D.   | BPI, ČSNS 2005, ČS, ANS, ZpL | ANS               | ANS                   | 390                   | 0,86  | —                     | —     |
|          | JUDr. Marta Chovancová          | SSPD-SP                      | SSPD-SP           | BEZPP                 | 222                   | 0,48  | —                     | —     |
|          | JUDr. Jiří Doubek               | NáS                          | NáS               | NáS                   | 41                    | 0,09  | —                     | —     |

### Rok 2024
Ve volbách v roce 2024 obhajoval svůj mandát senátor Lukáš Wagenknecht. Opětovnou kandidaturu potvrdil jako první z kandidátů, do voleb šel za Piráty s podporou hnutí STAN, SEN 21, strany Osmička žije, Zelených a spolku „Zdravé Letňany“. Kandidátkou koalice KDU-ČSL, ODS a Patrioti ČR byla místostarostka městské části Prahy 8 Vladimíra Ludková, TOP 09 do voleb nasadila ředitele ZŠ a MŠ Lyčkovo náměstí Jana Kordu, hnutí ANO do boje o senátorské křeslo poslalo starostu městské části Praha 18 – Letňany Zdeňka Kučeru. Kandidátem Svobodných byl primář kardiologie ve FN Bulovka Miroslav Erbrt. Za SOCDEM kandidoval specialista správy mobilních telefonů David Kopecký. Kandidátem koalice SPD a Trikolora byl zastupitel Prahy 8 Vítězslav Novák, za stranu Mourek pak kandidoval auditor Pavel Fischer.
V prvním kole vyhrála s 25,14 % hlasů Vladimíra Ludková. Do druhého kola s ní postoupil také Zdeněk Kučera, který obdržel 23,26 % hlasů.
Ve druhém kole vyhrála Vladimíra Ludková, která získala 67,48 % hlasů.
| Kandidát | Kandidát                 | Volební strana            | Navrhující strana | Politická příslušnost | Počet hlasů (1. kolo) | %     | Počet hlasů (2. kolo) | %     |
| -------- | ------------------------ | ------------------------- | ----------------- | --------------------- | --------------------- | ----- | --------------------- | ----- |
|          | Mgr. Vladimíra Ludková   | KDU-ČSL, ODS, Patrioti ČR | ODS               | ODS                   | 7 409                 | 25,14 | 13 978                | 67,48 |
|          | Mgr. Zdeněk Kučera, MBA  | ANO                       | ANO               | ANO                   | 6 857                 | 23,26 | 6 734                 | 32,51 |
|          | Ing. Lukáš Wagenknecht   | Piráti                    | Piráti            | Piráti                | 6 779                 | 23,00 | —                     | —     |
|          | Mgr. Jan Korda           | TOP 09                    | TOP 09            | BEZPP                 | 3 871                 | 13,13 | —                     | —     |
|          | MUDr. Miroslav Erbrt     | Svobodní                  | Svobodní          | BEZPP                 | 1 964                 | 6,66  | —                     | —     |
|          | Bc. Vítězslav Novák      | SPD, Trikolora            | SPD               | SPD                   | 1 311                 | 4,44  | —                     | —     |
|          | Ing. Pavel Fischer       | Mourek                    | Mourek            | Mourek                | 922                   | 3,12  | —                     | —     |
|          | David Kopecký, BA (Hons) | SOCDEM                    | SOCDEM            | SOCDEM                | 355                   | 1,20  | —                     | —     |

## Volební účast
|  | nejvyšší volební účast |  | nejnižší volební účast |

| Rok  | % (1. kolo) | % (2. kolo) |
| ---- | ----------- | ----------- |
| 1996 | 39,65       | 37,10       |
| 2000 | 30,07       | 18,50       |
| 2006 | 39,95       | 23,03       |
| 2012 | 29,13       | 29,78       |
| 2018 | 44,58       | 18,23       |
| 2024 | 28,57       | 20,12       |